# إيرل قروس
إيرل قروس (بالإنجليزية: Earl Gros)‏ هو لاعب كرة قدم أمريكية أمريكي، ولد في 29 أغسطس 1940 في مقاطعة فوورش في الولايات المتحدة، وتوفي في 13 يوليو 2013.

## وصلات خارجية
- إيرل قروس على موقع مرجع كرة القدم المحترفة.كوم (الإنجليزية)